# Ray tracing
I computergrafik er ray tracing en teknik til at generere digitale billeder ved at spore de stier, som lys tager og konvertere dem til pixels efter at have simuleret lysets virkning på objekter. Teknikken er i stand til at producere meget virkelighedstro billeder, men kræver stor computerkraft. Det gør ray tracing egnet til situationer, hvor relativt lang ventetid på gengivelsen af et billede er acceptabelt, såsom visuelle effekter set i film eller tv. Teknikken er derimod ikke egnet til realtidsgrafik som computerspil, hvor hastighed er essentiel. Ray tracing er i stand til at simulere en lang række optiske effekter, som refleksioner og brydning af lys.
 Der er for få eller ingen kildehenvisninger i denne artikel, hvilket er et problem. Du kan hjælpe ved at angive troværdige kilder til de påstande, som fremføres i artiklen.